# Inger Merete Nordentoft
Inger Merete Nordentoft (18. august 1903 i Thisted – 22. oktober 1960 i København) var en dansk skoleinspektør, politiker og ligeretsforkæmper. Hun var aktiv i Københavns Lærerindeforening, hvis forkvinde hun var 1939-45. Under besættelsen var hun aktivt medlem af modstandsorganisationen Ringen og Frit Danmark. Hun sad i Folketinget 1945-53 for DKP.

## Liv og karriere
Inger Merete Nordentoft var datter af læge Poul Nordentoft og Astrid Kabell, hendes forældre var fra Thisted og gift år 1900. De blev skilt igen og moren gift med en ny mand i 1916.
I 1945 blev hun udnævnt til skoleinspektør for Katrinedalskolen i København, og gennemførte blandt andet udelte skoleforløb frem til mellemskolen. Hun var skolepolitisk særdeles aktiv, ligesom hun alene og sammen med andre udgav flere bøger til Folkeskolens danskundervisning.
Nordentoft blev for alvor landskendt i 1946. For efter at have adopteret en søn, Niels, i 1945, blev hun gravid med sin datter. Hun meddelte Katrinedalsskolen om sin graviditet, og søgte orlov mens hun gjorde klart, at hun ikke agtede at gifte sig. Den såkaldte Nordentoft-sag vakte voldsom opstandelse, at en uddannet kvinde i en pædagogisk lederstilling selv valgte at være ugift, enlig mor, og der gik politik i sagen. Nordentoft havde stor opbakning blandt sin skoles forældre og personale, men et politisk-moralsk pres på skoledirektionen tvang denne til at bygge en skole, Rødkilde Skole, til bl.a. den ca. 1/4 af eleverne, hvis forældre ikke kunne forlige sig med Nordentofts frisindede kvindesyn.
Efter besættelsen af Ungarn i 1956 forsøgte hun at ændre DKP's holdning, men fik ikke én eneste stemme, da hun samme år stillede op til genvalg i centralkomitéen. I 1957 tog hun konsekvensen og meldte sig ud af partiet.
Hun sad i en årerække i bestyrelsen for Danmarks Demokratiske Kvindeforbund.